# Bernardo Samper
Bernardo Samper García (* 8. April 1982 in Bogotá) ist ein ehemaliger kolumbianischer Squashspieler.

## Karriere
Bernardo Samper spielte von 2000 bis 2011 auf der PSA World Tour und gewann in dieser Zeit drei Titel. Er stand in vier weiteren Finals. Seine höchste Platzierung in der Weltrangliste erreichte er mit Rang 57 im November 2007. Bei den Panamerikanischen Spielen gewann er 2007 mit der kolumbianischen Mannschaft nach einem Sieg über Kanada die Goldmedaille. Bei den Südamerikaspielen 2010 gewann er in Medellín die Goldmedaille im Doppel sowie mit der Mannschaft, während er im Einzel außerdem Bronze gewann. Mit der kolumbianischen Nationalmannschaft nahm er an der Mannschaftsweltmeisterschaft 2013 teil.

## Erfolge
- Gewonnene PSA-Titel: 3
- Panamerikanische Spiele: 1 × Gold (Mannschaft 2007)
- Südamerikaspiele: 2 × Gold (Doppel und Mannschaft 2010), 1 × Silber (Einzel 2010)
- Zentralamerika- und Karibikspiele: 2 × Gold (Doppel und Mannschaft 2002), 2 × Silber (Einzel und Mannschaft 2006), 2 × Bronze (Einzel 2002, Doppel 2006)